# Goodenia malvina
Goodenia malvina är en tvåhjärtbladig växtart som beskrevs av R. Carolin. Goodenia malvina ingår i släktet Goodenia och familjen Goodeniaceae. Inga underarter finns listade i Catalogue of Life.